# جورج بالانشين
جورج بالانشين (ولد جورجي ميليتونوفيتش بالانشيفادزه; الروسية: Георгий Мелитонович Баланчивадзе; الجورجية: გიორგ 22 يناير 1904 (9 يناير) - 30 أبريل 1983) مصمم رقصات باليه أمريكي من أصل روسي جورجي، ويُعرف بأنه أحد مصممي الرقصات الأكثر تأثيرًا في القرن العشرين. تم تصميمه باعتباره أب الباليه الأمريكي، شارك في تأسيس فرقة باليه مدينة نيويورك وظل مديرًا فنيًا لها لأكثر من 35 عامًا. يتميز تصميم الرقصات الخاص به بعروض الباليه الخالية من الحبكة مع الحد الأدنى من الأزياء والديكور، والتي يتم أداؤها على أنغام الموسيقى الكلاسيكية والكلاسيكية الجديدة.